# Савдарати
Савдарати (грец. Σαυδαράται) — кочовий іранський етнос, згаданий у Декреті ольвіополітів Протогену (IosPE I² 32), стосовно подій бл. сер. ІІІ ст. до н. е. Можливо тотожні меланхленам Геродота, які мешкали на пн.-сх. від Скіфії. Підставою для цього припущення є повна тотожність етнонімів:

грец. Μελάγχλαινοι = іран.sawdaratæ — укр. чорноризці; одягнені в чорне.
Розвиваючи цю думку можна припустити, що савдарати опинилися на теренах Скіфії під тиском сарматів-прохоровців, що пояснює їх вкрай жалюгідне становище, яке описане у згаданому Декреті Протогену.

## Савдарати в Декреті Протогену[5]
«…перебіжники сповіщали, що галати і скіри уклали союз і зібрали великі сили, які і з'являться взиму, а крім того ще, що фісамати, скіфи і савдарати шукають укріпленого місця, так само боячись жорстокості галатів…»